# جستجوی آکادمیک مایکروسافت
جستجوی آکادمیک مایکروسافت (به انگلیسی: Microsoft Academic) یک موتور جستجوی علمی و استنادی است که توسط شرکت مایکروسافت تولید شده است.